# 川崎堅三
川崎 堅三（かわさき けんぞう、1942年8月-）は、日本の歯科医師、歯学者。鶴見大学歯学部解剖学第一講座教授。

## 経歴
1967年に日本歯科大学、1971年に東京医科歯科大学大学院修了後、東京医科歯科大学助手、ロンドン大学助手を経て、1974年鶴見大学助教授に就任、1981年より現職。
1971年 東京医科歯科大学より歯学博士の学位を取得、論文の題は「イモリの歯の組織発生学的研究 」。

## 著作
- 平井五郎、川崎堅三『組織・発生』医歯薬出版〈歯科衛生士教本〉、1984年1月。ASIN B000J7847A。
- 平井五郎、川崎堅三、柿澤佳子『組織・発生』（第2版）医歯薬出版〈歯科衛生士教本〉、1990年4月。ISBN 978-4-263-42680-7。
- 滝口励司、川崎堅三、山本茂久、明坂年隆『口腔発生学』学建書院、1991年4月17日。ISBN 978-4762405815。
- 東昇平、川崎堅三、明坂年隆、栁澤孝彰、佐々木崇寿、山田まりえ、鈴木和夫、山本茂久 ほか 著、東昇平、川崎堅三 編『新口腔組織学図説』わかば出版、1995年11月7日。
- A.R. Ten Cate 編『tenCate 口腔組織学』川崎堅三 監訳（第4版）、医歯薬出版、1999年5月。ISBN 978-4263453308。
- 川崎堅三『解剖学』永末書店〈ファンダメンタル 2〉、2000年11月30日。ISBN 978-4816010972。
- A.R. Ten Cate 編『tenCate 口腔組織学』川崎堅三 監訳（第5版）、医歯薬出版、2001年3月20日（原著1998年）。ISBN 4-263-45515-0。
- 川崎, 堅三、佐々木, 崇、栁澤, 孝 編『カラーアトラス口腔組織発生学』わかば出版、2001年9月26日。
- 川崎, 堅三、佐々木, 崇、栁澤, 孝 編『カラーアトラス口腔組織発生学』（第2版）わかば出版、2004年3月18日。ISBN 978-4898240229。
- Antonio Nanci 編『tenCate 口腔組織学』川崎堅三 監訳（第6版）、医歯薬出版、2006年1月25日。ISBN 978-4263455944。
- 磯川, 桂太郎、川崎, 堅三、栁澤, 孝彰 編『カラーアトラス口腔組織発生学』（第3版）わかば出版、2009年3月24日。ISBN 978-4898240465。
- 『脱灰と再石灰化 International Tooth Enamel Symposium』監修 川崎堅三 訳 下田信治、わかば出版、2009年8月14日。ISBN 978-4898240441。
- 『頭蓋』監修 川崎堅三、わかば出版、2010年3月21日。

## 所属団体
- 歯科基礎医学会 評議員[1][2] 第48回歯科基礎医学会学術大会・総会 会頭[4]
- 硬組織再生生物学会 副理事長[5]
- 日本口腔インプラント学会 評議員[1][2]
- 日本口腔科学会 元評議員[1]
- 日本顎関節学会[1][2]
- 国際歯科研究学会 [1]
- 国際歯科研究学会日本部会[2]
- 日本解剖学会 評議員[1][2]
- 日本篤志献体協会 顧問[2]
- 日本人類学会評議員[2]
- 英国医学協会 協会員[1][2]
- 口腔病学会 評議員[2]
- 鶴見歯学会 評議員[2]

| 学職                                       | 学職                                                     | 学職                                 |
| ------------------------------------------ | -------------------------------------------------------- | ------------------------------------ |
| 先代 篠田壽 第47回 2005年 仙台国際センター | 歯科基礎医学会学術大会・総会 会頭 第48回 2006年 鶴見大学 | 次代 脇田稔 第49回 2007年 北海道大学 |